# Geistheilung
Geistheilung (auch: geistige Heilung, geistiges Heilen, paranormale Heilung; englisch: spiritual healing) ist ein Oberbegriff für eine Vielzahl unterschiedlicher alternativmedizinischer, esoterischer, religiöser oder magischer Behandlungsmethoden, bei denen ein geistiger bzw. religiöser oder psychischer Einfluss heilende Wirkung auf den Kranken haben soll und die sich nicht in die wissenschaftliche Medizin oder die klassische Psychotherapie einordnen lassen. Geistheilung praktizierende Personen werden als Geistheiler oder Wunderheiler bezeichnet.

## Geschichte
Religiös-magische Vorstellungen über die heilende Wirkung von göttlichen oder anderen übernatürlichen Kräften lassen sich bis in die Frühzeit der Medizingeschichte zurückverfolgen. Klassische Beispiele aus dem westlichen Kulturkreis sind der Asklepios-Kult bei den Griechen sowie der Heiligenkult und der Exorzismus im Christentum. In Jak 5,14–15  wird Krankheit in die Nähe von Sünde gerückt, so dass für die Heilung die „Ältesten der Gemeinde“ zuständig sind.
In vielen Kulturen, in denen die Tradition des Geistheilens überlebt hat, werden auch bei vorhandener konventioneller medizinischer Betreuung Geistheiler konsultiert. Bei den Indianern der Navajo-Nation gaben 72 % der befragten Einwohner solche Konsultationen an. Einer gab die Begründung: “The doctor give me pills for my body, the medicine man give me songs for my spirit.” (deutsch: „Der Arzt gibt mir Pillen für meinen Körper, der Medizinmann gibt mir Lieder für meine Seele.“) Auch Einwanderer aus traditionsverbundenen Kulturen, die in die westliche Welt integriert sind, greifen nicht selten im Krankheitsfall auf traditionelle Heilmethoden aus ihrer Heimat zurück. Bei 55 von Assion u. a. (1999) befragten in Deutschland lebenden psychiatrischen Patienten mit türkischer Abstammung gaben ⅔ der Personen Kontakte zu einem oder mehreren Hocas (religiöse Heiler) an.

## Etymologie
Der Begriff Geistheilung wird vor allem ab 1960 durch die übersetzten Werke von Harry Edwards (1893–1976) verbreitet. Damals erschien mit Geistheilung die von Eberhard Maria Körner geschriebene Übersetzung des Werkes Spirit Healing (1960) im Bauer Verlag in Freiburg i. Br. 1963 erschien dann mit Wege zur Geistheilung die von Emma Busse geschriebene Übersetzung des unter Mitarbeit von Olive Burton geschriebenen Werkes A Guide to Spirit Healing (1950). Ein 1963 veröffentlichtes Buch trug dann den Namen The power of spiritual healing und ein 1973 veröffentlichtes A guide to the understanding and practice of spiritual healing. Weitere Verbreitung fand der Begriff vor allem ab den frühen 1970er Jahren. Der weniger weit verbreitete Begriff geistiges Heilen (spiritual healing) taucht an der Wende vom 19. zum 20. Jahrhundert auf, dabei unter anderem in Verbindung mit Christian Science und mit Ralph Waldo Emerson, der zu Lebzeiten „in vielen seiner Vorträge erklärt hatte, Krankheit sei das Ergebnis geistiger Unvollkommenheit, das mangelhafte Vermögen gesund zu denken und dem Geist die Herrschaft über den Körper zu geben.“
Der Begriff geistige Heilung wird in christlichen Schriften schon lange verwendet, spätestens seit dem 18. Jahrhundert. Der Begriff paranormale Heilung existiert auch mindestens seit Beginn der 1960er Jahre.

## Behandlungsmethoden
Behandlungsmethoden, die der Geistheilung zugeordnet werden können, sind zum Beispiel: Gebetsheilung, Handauflegen, Ho'oponopono, Huna, mediumistisches Heilen, Tierkommunikation, Prana, Reiki, Schamanismus, Therapeutic Touch, teilweise auch Kinesiologie.

## Berührung und Fernheilung
Beispiele für Behandlungsmethoden der Geistheilung mit direktem Kontakt sind Handauflegen, Therapeutic Touch, Krankenwallfahrten, Magnetopathie, Heilenergetik, Prana-Heilung. Teilweise persönlichen Kontakt erfordern beispielsweise Schamanismus, Reiki, Kinesiologie und Exorzismus. Ihnen wird jedoch auch eine Fernwirkung zugeschrieben. Dem Besprechen und Gesundbeten wird auf jeden Fall eine Fernheilung zugesprochen. Eine Fernwirkung soll auch Tierkommunikation besitzen, wobei in einem Beitrag der Sendung Kassensturz des Schweizer Fernsehens eine Tierkommunikatorin, die nach Eigenangaben auf Distanz Beschwerden der Tiere spüren kann, einen Test nicht erfolgreich bestehen konnte.

## Neocharismatische Bewegung

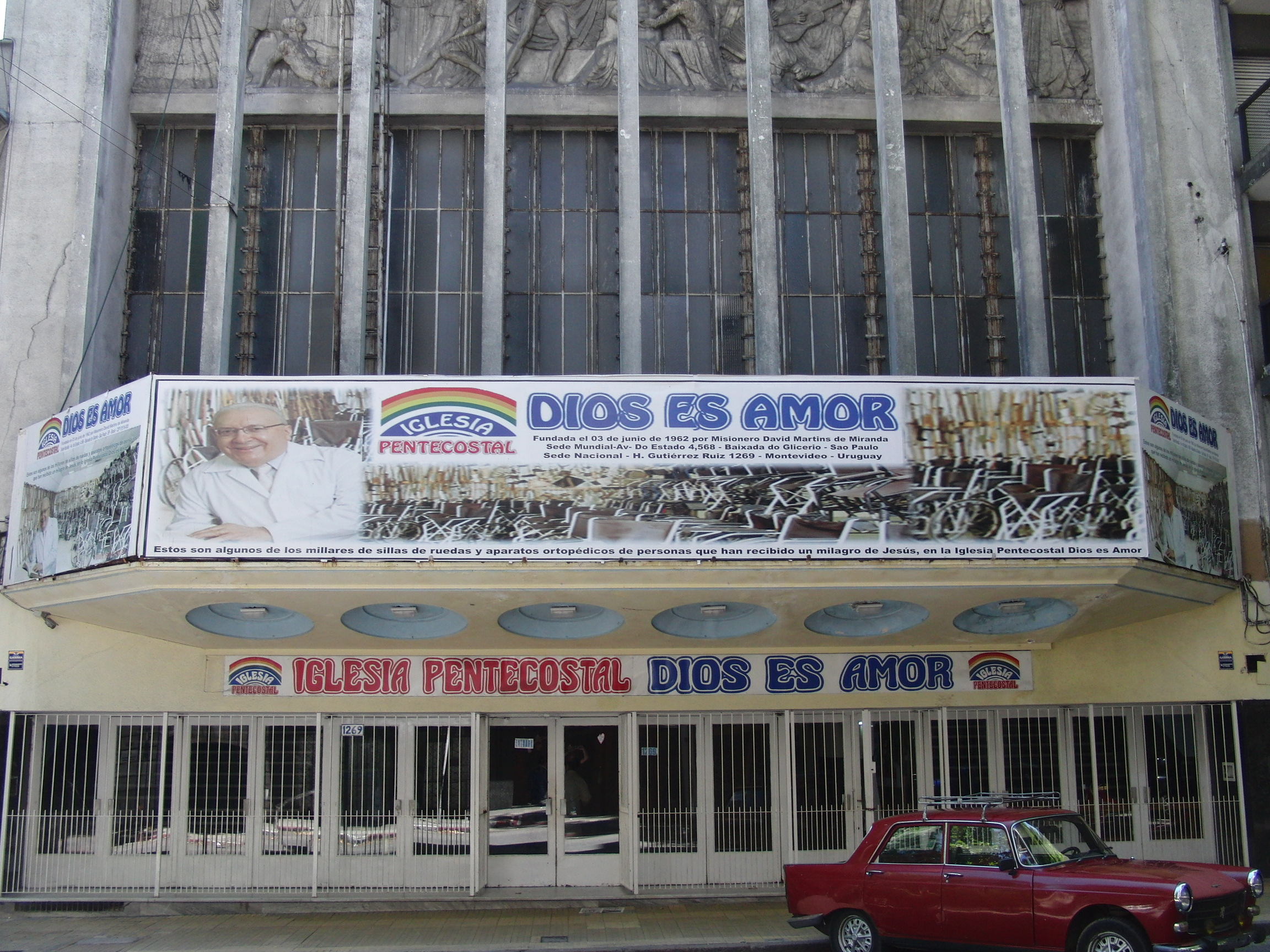
Ein Gemeindesaal der brasilianischen Sekte Deus é Amor in einem ehemaligen Kino in Montevideo, Uruguay. Die leeren Rollstühle sollen suggerieren, dass Gelähmte allein durch den Glauben wieder gehen gelernt haben.

„Wunderheilungen“ sind auch reger Bestandteil der Gottesdienste der sogenannten Neo-charismatischen Bewegung, einer stark wachsenden, fundamentalistischen Denkrichtung des evangelikalen Christentums. Gerade in Lateinamerika und Afrika sind „Wunderheiler“ am Werk, welche sich ihr Wirken oft gut bezahlen lassen. Sekten wie Deus é Amor oder Edir Macedos Igreja Universal do Reino de Deus werben damit, Kranke heilen zu können, und in Nigeria geben pentekostale Fernsehprediger wie Chris Oyakhilome und T. B. Joshua u. a. vor, Aids allein mit dem Glauben heilen zu können.
Mehrfach wurde in deutschsprachigen evangelikalen Medien über angebliche Wunderheilungen bei Veranstaltungen des Gospel Forums berichtet. Am Ende seines Vortrags bei der Holy Spirit Night im Oktober 2012 sagte der Gastredner Daniel Kolenda, ein amerikanischer Missionar, zu den 6.000 Besuchern, dass jemand in der Halle sei, der vor einer Herztransplantation stehe. Diese werde nicht mehr gebraucht, da Gott ihm ein neues Herz erschaffen habe.
Auf die angeblichen Krebsheilungen der Gruppe Wort und Geist angesprochen, reagiert die Ärztin Karin Freund vom Gesundheitsamt Nürnberg mit den Worten „So ein Unsinn! Da kann man so lange Hand auflegen, wie man will – der Krebs geht dadurch nicht weg“ und fordert die „Heiler“ auf, einen wissenschaftlichen Nachweis ihrer Methoden zu liefern. Thomas Rigl sagt: „Menschen werden Dinge in Aussicht gestellt, die nicht eingelöst werden. Gesundheit, Erfolg und ein sorgenfreies Leben – alles leere Versprechen.“

## Rechtliche Stellung in Deutschland
Einem Gerichtsurteil zufolge benötigen Wunderheiler in Deutschland keine Erlaubnis nach dem Heilpraktikergesetz. In Österreich will die Bundesregierung Wunderheiler, die sich in medizinisch ernsten Fällen als eine Alternative zu klassischen Ärzten ausgeben, in Zukunft härter bestrafen.